# Eidsborg stavkirke
Eidsborg stavkirke er en stavkirke fra midten af 1200-tallet i Lårdal sogn i nutidens Tokke kommune i Vestfold og Telemark fylke, Norge. Kirken er etskibet og blandt de mindste i Norge, og har plads til omkring 70 personer.
Eidsborg stavkirke ligger lige ved landets største friluftsmuseum (målt i areal), Vest-Telemark Museum, og omvisninger i kirken arrangeres fra museet.